# Interstate 26
Interstate 26 eller I-26 är en väg, Interstate Highway, i USA. Den är 558 km lång och går ifrån Kingsport till  Charleston